# 葉室光俊
葉室 光俊（はむろ みつとし）は、鎌倉時代中期の公家・歌人。権中納言・葉室光親の子。官位は正四位下・右大弁。新三十六歌仙の一人。子に大僧都・定円、尚侍家中納言（藤原親子）、鷹司院帥がおり共に勅撰歌人である。出家して真観と称した。右大弁入道等とも呼ばれる。

## 経歴
葉室光親の子として誕生。母は順徳天皇の乳母としても知られる藤原経子。同腹の弟に後嵯峨院の院司葉室定嗣がいる。
承久2年（1220年）、右少弁蔵人に任じられる。翌承久3年（1221年）、承久の乱敗北により、父光親は死罪、光俊も連座して筑紫国に配流されたが、嘉禄2年（1226年）以降は中央に返り咲き、後堀河院院司別当に至る。正四位下、右衛門権佐、右大弁。嘉禄2年（1236年）出家、法号真観。
歌人としては、始め藤原定家に師事し、『新勅撰和歌集』で勅撰集入集を果たすが、やがて正三位知家（藤原知家）らと共に、御子左派への対抗勢力を形成。『現存和歌六帖』『秋風和歌集』等の編纂、『難続後撰』等の著述によってその立場を主張した。文応元年（1260年）以降、6代将軍・宗尊親王の歌の師として、鎌倉歌壇にも重きをなす。歌枕の研究に『風土記』を活用したことでも知られる。また、宗尊親王の後援を背景として、後嵯峨院の命により『続古今和歌集』撰者に加えられる等、中央歌壇にも影響力を持ったが、親王の失脚に伴い、勢いを失った。

## 系譜
- 父：葉室光親（1176-1221）
- 母：吉田経子 - 吉田定経の娘
- 妻：不詳
  - 男子：定円
  - 女子：尚侍家中納言 - 親子
  - 女子：鷹司院帥

## 作品
| 歌集名         | 作者名表記            | 歌数 | 歌集名                         | 作者名表記                             | 歌数   | 歌集名         | 作者名表記            | 歌数 |
| -------------- | --------------------- | ---- | ------------------------------ | -------------------------------------- | ------ | -------------- | --------------------- | ---- |
| 千載和歌集     |                       |      | 新古今和歌集                   |                                        |        | 新勅撰和歌集   | 藤原光俊朝臣          | 4    |
| 続後撰和歌集   | 藤原光俊朝臣          | 10   | 続古今和歌集 （撰者5名に入る） | 藤原光俊朝臣 光俊朝臣 （一本藤原光俊） | 25 5 1 | 続拾遺和歌集   | 藤原光俊朝臣 光俊朝臣 | 1 15 |
| 新後撰和歌集   | 藤原光俊朝臣 光俊朝臣 | 2 8  | 玉葉和歌集                     | 藤原光俊朝臣 光俊朝臣                  | 1 4    | 続千載和歌集   | 藤原光俊朝臣 光俊朝臣 | 1 4  |
| 続後拾遺和歌集 | 光俊朝臣              | 3    | 風雅和歌集                     | 藤原光俊朝臣                           | 2      | 新千載和歌集   | 光俊朝臣              | 3    |
| 新拾遺和歌集   | 藤原光俊朝臣 光俊朝臣 | 1    | 新後拾遺和歌集                 | 藤原光俊朝臣 光俊朝臣                  | 3      | 新続古今和歌集 | 藤原光俊朝臣          | 4    |

| 名称                   | 時期                         | 作者名表記 | 備考                                             |
| ---------------------- | ---------------------------- | ---------- | ------------------------------------------------ |
| 日吉社撰歌合           | 1232年（寛喜4年）3月14日奉納 |            |                                                  |
| 石清水若宮歌合         | 1232年（寛喜4年）3月25日     |            |                                                  |
| 洞院摂政家百首         | 1232年（貞永元年）           |            |                                                  |
| 新撰六帖題和歌         | 1244年（寛元2年）            |            | 家良・為家・知家・信実・光俊による題詠と相互加点 |
| 春日若宮社歌合         | 1246年（寛元4年）12月        |            |                                                  |
| 宝治百首               | 1248年（宝治2年）            |            |                                                  |
| 九月十三夜百首歌合     | 1256年（建長8年）            |            |                                                  |
| 宗尊親王家百五十番歌合 | 1261年（弘長元年）7月7日     |            |                                                  |
| 和歌御会               | 1270年（文永7年）            |            | 題者                                             |
| 摂政家月十首歌合       | 1275年（建治元年）           |            | 判者                                             |

撰歌
- 『現存和歌六帖』
  - 1249年（建長元年）12月、後嵯峨院に初稿提出。
- 『秋風和歌集』
  - 1251年（建長3年）冬頃。20巻1365首。
- 『石間集』
  - 1256年（建長8年）9月以降、1275年（建治元年）9月以前。10巻。散逸。
- 『瓊玉和歌集』
  - 宗尊親王の家集。1264年（文永元年）12月9日撰進。10巻508首。
- 『現存三十六人詩歌』
  - 1276年（建治2年）、北条時宗による屏風詩歌。

私家集
- 『閑放集』
  - 残決のみ伝存。

歌論
- 『難続後撰』
  - 1251年（建長3年）『続後撰和歌集』完成後、為家による撰歌を批判。散逸。
- 『簸河上』
  - 1260年（文応元年）5月頃[2]。『新撰髄脳』『俊頼髄脳』の影響を受けた歌論。